# Fabio Roscioli
Fabio Roscioli (Grottammare, 18 juli 1965) is een voormalig Italiaans wielrenner.

## Belangrijkste overwinningen
1993
- 12e etappe Tour de France

1994
- Eindklassement Driedaagse van De Panne

1996
- Milaan-Vignola

1997
- Eindklassement Hofbrau Cup

## Resultaten in voornaamste wedstrijden
| Jaar | Ronde van Italië | Ronde van Frankrijk | Ronde van Spanje |
| ---- | ---------------- | ------------------- | ---------------- |
| 1987 | 103e             |                     |                  |
| 1988 | buiten tijd      |                     |                  |
| 1989 |                  |                     |                  |
| 1990 | 61e              |                     |                  |
| 1991 | 80e              |                     |                  |
| 1992 | 95e              | 90e                 |                  |
| 1993 | 62e              | 85e (1)             |                  |
| 1994 | 56e              |                     | 55e              |
| 1995 |                  |                     |                  |
| 1996 |                  | 98e                 |                  |
| 1997 | 63e              |                     | 107e             |
| 1998 |                  | 79e                 |                  |
| 1999 |                  |                     | 78e (1)          |
| 2000 |                  |                     | 85e              |

| Jaar | Milaan-San Remo | Gent-Wevelgem | Ronde van Vlaanderen | Parijs-Roubaix | Amstel Gold Race | Luik-Bast.‑Luik | Ronde van Lombardije | Parijs-Tours | E3 Harelbeke | Dwars door Vlaanderen |  | WK op de weg |  | Wereldranglijsten |
| ---- | --------------- | ------------- | -------------------- | -------------- | ---------------- | --------------- | -------------------- | ------------ | ------------ | --------------------- |  | ------------ |  | ----------------- |
| 1987 |                 |               |                      |                |                  |                 |                      |              |              |                       |  |              |  |                   |
| 1988 | 4e              |               | 45e                  |                |                  |                 |                      |              |              |                       |  |              |  | 50e (UWB)         |
| 1989 | 51e             | 64e           | 29e                  | 43e            |                  |                 |                      |              |              |                       |  |              |  |                   |
| 1990 | 22e             | 39e           | 38e                  | 60e            |                  |                 |                      | 108e         | ↑            |                       |  |              |  |                   |
| 1991 | 40e             |               |                      |                | 73e              | 115e            | 65e                  | 46e          |              |                       |  |              |  |                   |
| 1992 |                 | 35e           | 109e                 | 67e            |                  |                 |                      |              |              |                       |  |              |  |                   |
| 1993 |                 |               | 82e                  |                |                  |                 |                      |              |              |                       |  | 57e          |  |                   |
| 1994 |                 | 9e            | 47e                  |                |                  |                 |                      |              |              |                       |  |              |  |                   |
| 1995 | 125e            |               | 43e                  |                |                  |                 |                      | 128e         | 15e          |                       |  |              |  |                   |
| 1996 |                 | 23e           | 25e                  |                |                  |                 | 23e                  | 17e          |              | 10e                   |  |              |  |                   |
| 1997 |                 |               |                      | 44e            |                  |                 |                      |              |              |                       |  |              |  |                   |
| 1998 |                 | 63e           |                      | 59e            |                  |                 |                      | 113e         |              |                       |  |              |  |                   |
| 1999 |                 |               |                      |                |                  |                 |                      |              |              |                       |  |              |  |                   |
| 2000 |                 |               |                      |                |                  |                 |                      |              |              |                       |  |              |  |                   |